# Affaire Jeanne Clery
L'affaire Jeanne Clery renvoie à un crime commis en 1986 à Bethlehem, en Pennsylvanie, sur le campus de l'université Lehigh. Jeanne Clery, étudiante de première année, est violée et assassinée dans sa résidence étudiante. Les parents de la victime estiment que l'université n'a pas su communiquer à ses étudiants des informations vitales concernant la sécurité sur le campus. Ils ont donc fait campagne pour obtenir une réforme juridique après la mort de leur fille.
Leurs efforts aboutissent, en 1990, au vote de la loi Clery Act, réglementation à l'échelle fédérale qui impose aux universités et aux établissements d'enseignement supérieur subventionnés par l'État de fournir des statistiques sur la criminalité, d'alerter le campus en cas de danger immédiat et de remettre un « rapport annuel sur la sécurité du campus » à tous les étudiants inscrits ou candidats, ainsi qu'au personnel, sous peine d'amendes.
Josoph Henry a été jugé coupable du meurtre et du viol de Jeanne Clery et condamné à mort, mais il a ensuite accepté d'abandonner toutes les procédures d'appel en échange d'un emprisonnement à vie sans possibilité de libération conditionnelle.

## L'agression
Le 5 avril 1986, Jeanne Clery, étudiante de première année, est violée et assassinée au Stoughton Hall de l'université Lehigh par Josoph M. Henry, lui aussi étudiant. Clery s'est réveillée pendant que Henry cambriolait sa chambre. Henry la frappe, la blesse par arme blanche, la viole et l'étrangle,. Avant la mort de Clery, des rapports recensent 181 incidents : dans la résidence étudiante, les résidents ont pu ouvrir les portes autobloquantes. On pense donc que Henry a pu passer par ces portes défectueuses pour entrer dans la chambre de Clery, qui en outre n'avait pas verrouillé sa propre porte, car sa colocataire avait oublié sa clé.
Henry avoue son crime à ses amis, information signalée à la police qui vient l'arrêter. Il est ensuite condamné à mort par chaise électrique, verdict confirmé par la Cour suprême de Pennsylvanie en appel,. En 2002, quand la condamnation à mort est abandonnée, Henry choisit de renoncer à ses possibilités d'appel et accepte la prison à perpétuité, au lieu de risquer une nouvelle condamnation à mort dans un procès. Il purge sa peine au State Correctional Institution – Dallas (en).

### Campagne des parents de Jeanne Clery
Les parents de Jeanne Clery, Connie et Howard Clery, ayant reçu des détails sur la mort de leur fille, sont convaincus qu'elle est décédée à cause de la sécurité très approximative qui règne sur le campus. En outre, ils pensent que l'université présentait « un taux de criminalité en plein essor, ce qu'ils n'ont communiqué à personne ». À l'époque, John Smeaton, vice-président de l'université de Lehigh, avait déclaré que les procédures de sécurité sur le campus étaient « plus que satisfaisantes, raisonnables et appropriées dans le cadre qui prévalait. On ne peut pas empêcher tous les accidents ». Néanmoins, la famille Clery estime que les statistiques de criminalité reflètent de grandes carences dans les signalements et les parents de Jeanne Clery fondent l'association à but non lucatif « Security On Campus, Inc. ». Celle-ci est ensuite rebaptisée « Clery Center for Security On Campus,, ».

## La loiClery Act

### Vote
Le Jeanne Clery Disclosure of Campus Security Policy and Campus Crime Statistics Act, abrégé Clery Act, est une loi fédérale — son code est :  20 U.S.C. § 1092(f). Promulguée en 1990, son nom originel était Crime Awareness and Campus Security Act.

### Réglementations
Le Clery Act impose à toutes les universités et écoles d'enseignement supérieur qui bénéficient des subventions pour les étudiants (en) de conserver et de communiquer les informations sur la criminalité qui a lieu sur et près de leurs campus respectifs. Le respect de cette réglementation est confié au département de l'Éducation des États-Unis, qui peut frapper d'une amende les établissements — jusqu'à 56 906 dollars par infraction — et suspendre le versement des fonds publics accordés aux institutions d'enseignement supérieur.
Chaque année, les institutions doivent publier un « rapport annuel sur la sécurité du campus » (Annual Campus Security Report) et le diffuser auprès des étudiants, des candidats à l'institution et au personnel. Le rapport doit fournir des statistiques sur la criminalité du campus au cours des trois années précédentes, les consignes relatives aux mesures de sécurité, la description des programmes de prévention contre la criminalité et les procédures à suivre pour enquêter sur les éventuelles infractions sexuelles, et les poursuivre.
En outre, les universités doivent produire un fichier des infractions commises, donner des avertissements aux étudiants en temps voulu ainsi que des statistiques sur la délinquance. Le service de police ou de sécurité de l'établissement doit conserver un registre public de toutes les infractions qui lui sont signalées, ou celles dont il a eu connaissance. Le Clery Act impose aux établissements de communiquer des avertissements aux étudiants et aux employés sur les crimes qui constituent une menace pour leur sécurité. Ces crimes sont, par exemple, le meurtre, le viol, le date rape les vols et les crimes de haine, ainsi que les mesures disciplinaires adoptées par l'établissement.

### Infractions
Depuis la création du Clery Act, des incidents graves se sont produits dans des universités qui n'appliquaient pas la législation : le meurtre de Laura Dickinson à l'université d'Eastern Michigan, le scandale des agressions sexuelles de l'Université d'État de Pennsylvanie et la fusillade de l'université Virginia Tech,.